# Revelation (1999)
Revelation (ook bekend onder de naam Apocalypse II: Revelation) is een Amerikaanse christelijke actie- en sciencefictionfilm uit 1999, uitgebracht door Cloud Ten Pictures. De titel Revelation is het Engelse woord voor Openbaring van Johannes. De film speelt zich af in de eindtijd. 

## Verhaal
Aan het begin van de speelfilm zie je Thorold Stone naar een videoband kijken van zijn verdwenen vrouw en dochtertje: ze zijn verdwenen door de opname van de gemeente. Nadat er vele mensen zijn verdwenen, vertrouwen ze bijna allemaal op Macalousso: de nieuwe wereldleider, maar een groepje achtergebleven christenen die als Haters vals worden beschuldigd van terroristische bomaanslagen op onder andere schoolbussen, proberen anderen ervan te overtuigen dat Macalousso de antichrist is. Toch wordt een kleine achtergebleven christelijke gemeente in een loods opgepakt en opgesloten in een gevangenis, waar ze gruwelijk worden gemarteld. 
Macalousso en zijn helper Parker proberen ondertussen de wereld klaar te stomen voor de grote "Wonderdag": dit blijkt een groot virtual reality-gebeuren te zijn, waarbij mensen een helm op krijgen en zo in een nepwereld terechtkomen, waarin Macalousso hen probeert te verleiden het merkteken Getal van het Beest (666) te dragen op hun voorhoofd of rechterhand zoals het ook staat beschreven in Openbaringen van Johannes. Wanneer ze dit weigeren worden ze gedood onder de guillotine. 

## Rolverdeling
| Acteur            | Personage         |
| ----------------- | ----------------- |
| Jeff Fahey        | Therald Stone     |
| Nick Mancuso      | Franco Macalousso |
| Carol Alt         | Cindy Bolton      |
| Tony Nappo        | Willie Spino      |
| Leigh Lewis       | Helen Hannah      |
| David Roddis      | Len Parker        |
| Patrick Gallagher | Jake Goss         |